# Embassy of Greece (London)
Die Embassy of Greece (griechisch Πρεσβεία της Ελλάδας, „Presvia tis Elladas“, dt. „Botschaft von Griechenland“) in London ist die diplomatische Vertretung der Hellenischen Republik im Vereinigten Königreich.
Eine griechische Botschaft in London wurde bereits kurz nach der Griechischen Unabhängigkeit 1828 errichtet. 
Ab 1921 war die Botschaft in dem Gebäude 51 Upper Brook Street in Mayfair untergebracht. Eine Blue Plaque am Gebäude erinnert an den Dichter Giorgos Seferis, der dort von 1957 bis 1961 als griechischer Botschafter diente.
1975 zog die Botschaft an ihre derzeitige Adresse in Holland Park, wobei das Gebäude in Mayfair weiterhin als Residenz des griechischen Botschafters dient.
1999 besetzten kurdische Demonstranten zeitweise die Botschaft um gegen die Rolle Griechelands bei der Gefangenname Abdullah Öcalans, des Anführers der Arbeiterpartei Kurdistans (PKK), in Kenia zu protestieren.
Griechenland unterhält auch ein Büro der National Tourism Organisation in der 4 Great Portland Street, W1W 8QJ, sowie ein Consulate General of Greece in Manchester (37-43 King Street, M2 7AT).
2025 ist Yannis Tsaousis der Botschafter in Großbritannien.

## Galerie

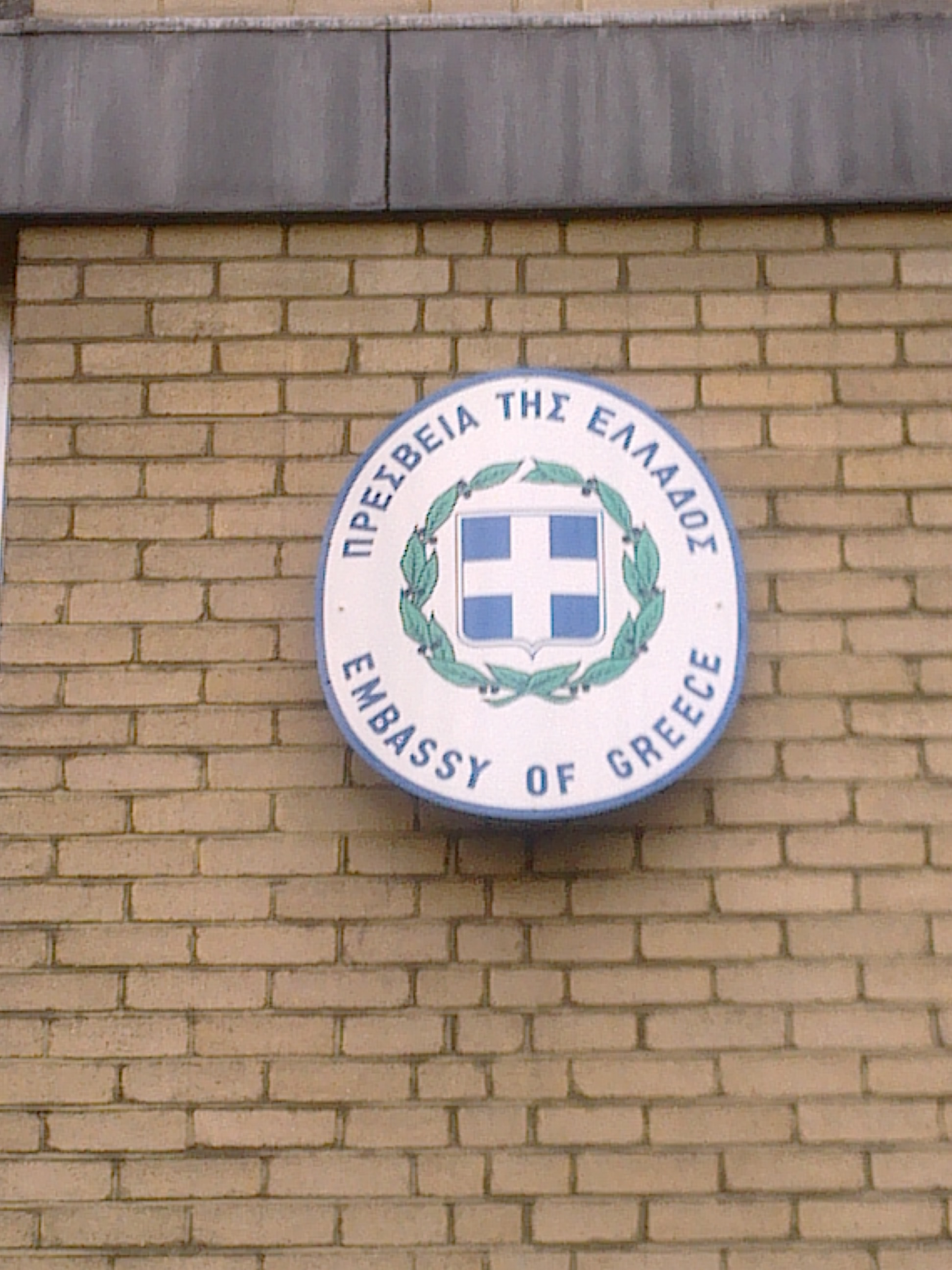
Plakette an der Botschaft mit dem Wappen Griechenlands
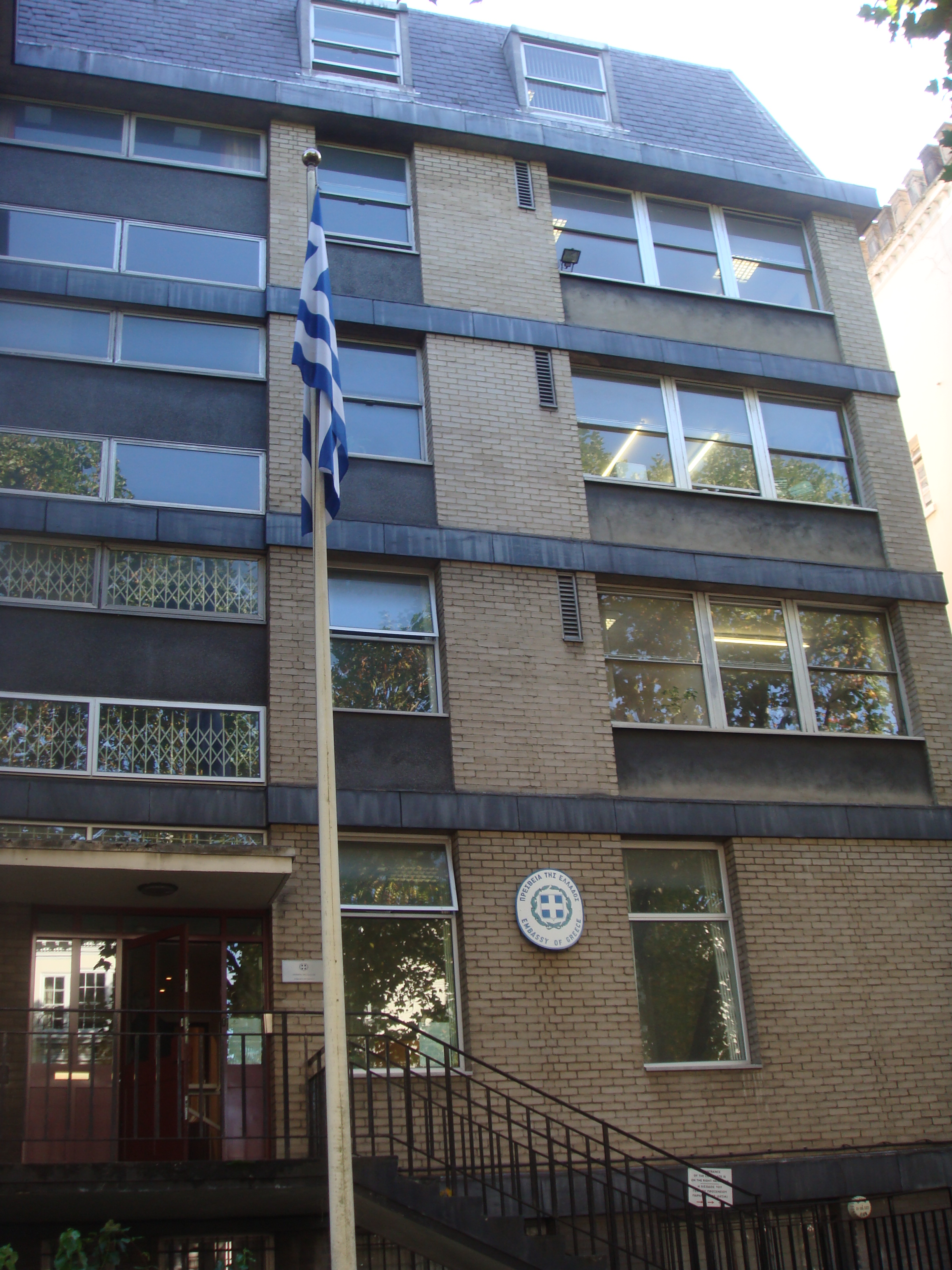
Botschaftsgebäude